# Horace Winchell
Horace Winchell (* 1. Januar 1915 in Madison, Wisconsin; † 20. Juli 1993 in New Haven, Connecticut) war ein US-amerikanischer Mineraloge.
Horace Winchell war der Enkel des Geologen Newton Horace Winchell und der Sohn des Geologen Alexander Newton Winchell. Er studierte Geologie und Mineralogie an der University of Wisconsin (Master-Abschluss 1936) und an der Harvard University, wo er 1937 seinen Master-Abschluss machte und 1941 in Mineralogie und Kristallographie promoviert wurde. Seine Dissertation über die vulkanischen Gesteine von Oʻahu fertigte er an, als er für die Wasserversorgung in Hawaii arbeitete. Er war von 1941 bis 1946 als Kristallograph für eine Uhrenfirma (Hamilton Watch Company in Lancaster, Pennsylvania) tätig.
1945 wurde er Instructor für Mineralogie an der Yale University, wo er den Rest seiner Karriere blieb. 1951 wurde er Associate Professor und 1983 Professor. Neben seiner Professur war er Kurator für Mineralien am Peabody Museum of Natural History. 1985 ging er in den Ruhestand. Er setzte einige mineralogische Werke, die sein Großvater und Vater begonnen hatte, fort.
Er war Ehrenmitglied der Mineralogical Society of Great Britain and Ireland und Mitglied der American Association for the Advancement of Science.
Winchell war von 1951 bis 1988 Mitherausgeber des American Journal of Science.

## Schriften
- mit Alexander Newton Winchell: Elements of Optical Mineralogy, Band 2
- mit Alexander Newton Winchell: Microscopic properties of artificial inorganic solids, Academic Press 1964
- mit Alexander Newton Winchell: Description of Minerals, New York, 4. Auflage 1951 (russische Übersetzung 1953)
- Optical properties of minerals, Academic Press 1965